# Cecrops latreillii
Cecrops latreillii är en kräftdjursart som beskrevs av Leach 1816. Cecrops latreillii ingår i släktet Cecrops och familjen Cecropidae. Arten är reproducerande i Sverige. Inga underarter finns listade i Catalogue of Life.